# Kaczory
Kaczory (niem. Erpel) – miasto w Polsce położone w województwie wielkopolskim, w powiecie pilskim, w gminie Kaczory.
Pod względem historycznym Kaczory leżą na Krajnie. Wieś królewska należała do starostwa ujskiego, pod koniec XVI wieku leżała w powiecie nakielskim województwa kaliskiego. W latach 1975–1998 miejscowość administracyjnie należała do województwa pilskiego.
Według danych z 1 stycznia 2011 roku wieś liczyła 2904 mieszkańców.
Miejscowość jest siedzibą gminy Kaczory, od 2022 posiada prawa miejskie.

## Historia
Pierwsza wzmianka o Kaczorach pochodzi z 1513 r. Legenda wiąże nazwę wioski z właścicielami Morzewa, którzy przed wieloma wiekami przyjeżdżali tutaj od czasu do czasu, by dobrze zjeść i popić, a potem także, by polować na kaczki, których nie brakowało w okolicy. Kroniki podają, że w 1653 r. we wsi mieszkało 22 rolników, karczmarz i kowal. Niewątpliwym wydarzeniem było otwarcie w 1851 r. linii kolejowej Piła–Bydgoszcz, przebiegającej właśnie przez Kaczory. W 1919 roku przez wieś przebiegała tymczasowa granica polsko-niemiecka, dzieląca wieś na dwie części. Polski posterunek celny mieścił się w istniejącym do dzisiaj budynku w Żabostowie. Już wtedy wieś rozwijała się prężnie, obok hotelu i restauracji działał dobrze wyposażony urząd pocztowy.
W okresie międzywojennym w miejscowości stacjonowała placówka Straży Granicznej I linii „Kaczory”.
Najstarszymi budynkami są zapewne sklep żelazny oraz siedziba posterunku policji z lat 1919–1920. Uwagę przyciąga położony na wzgórzu, nad stawem budynek wybudowany przed wojną – obecna siedziba nadleśnictwa.
Po wojnie Kaczory stały się siedzibą lokalnej administracji terenowej. W 1954 r. powstała tutaj Gromadzka Rada Narodowa, a od 1973 r. mieści się tu siedziba Urzędu Gminy.
1 lipca 1971, przy kościele św. Andrzeja Boboli, utworzono rzymskokatolicką parafię św. Andrzeja Boboli.
W latach 1994–2000 we wsi wybudowano kościół pw. bł. Franciszki Siedliskiej.
W 2002 r. przy istniejącej szkole podstawowej powstał okazały budynek gimnazjum.
1 stycznia 2022 Kaczory po raz pierwszy w swojej historii uzyskały prawa miejskie.

## Administracja
Miasto i Gmina Kaczory jest członkiem stowarzyszenia Unia Miasteczek Polskich.

## Sport, turystyka i środowisko
Nieopodal Kaczor leży rezerwat przyrody Torfowisko Kaczory, lasy, jezioro Kopcze o długości 3 km, przypominające kształtem rzekę oraz ścieżki rowerowe historyczne i przyrodnicze (m.in. przez miejscowość przebiega międzynarodowa trasa rowerowa R1).
W miejscowości istnieje Klub Sportowy Zjednoczeni Kaczory. Od 1999 roku w kaczorskim gimnazjum działa SKKT-PTSM Łaziki, znane w regionie i w kraju Szkolne Koło Krajoznawczo-Turystyczne.